# Ma'mun Al Rashid Perkasa Alamyah
Ma'mun Al Rashid Perkasa Alamyah (Labuhan Deli, 26 agosto 1855 – Medan, 9 settembre 1924) è stato un sovrano indonesiano.
Fu il nono sultano di Deli.

## Biografia

Il giovanissimo sultano Ma'mun in una fotografia del 1880

Ma'mun nacque domenica 26 agosto 1855, nipote del sultano Osman Perkasa Alam Shah e figlio del sultano Mahmud Al Rasyid e di sua moglie, la principessa Tengku Zaliha.
Alla morte di suo padre, ascese al trono in giovanissima età, motivo per cui venne costituita per lui una reggenza composta da Tengku Soelaiman, il viceré di Deli, Tengku Soeloeng Laoet, principe dello stato di Bedagai e visir di Deli, e da Tengku Abdurrahman e da Tengku Temenggong Deli. Una volta raggiunta l'età di diciassette anni, venne intronato ufficialmente come sultano di Deli.
Durante il suo regno, il commercio del tabacco prodotto nel sultanato raggiunse il suo picco massimo, fruttando grande prosperità al sultano ed allo stato. In ottimi rapporti anche con gli olandesi della Compagnia olandese delle Indie orientali, ottenne come ricompensa il rango di colonnello dell'esercito dei Paesi Bassi, oltre alla gran croce dell'Ordine di Orange-Nassau e dell'Ordine del Leone dei Paesi Bassi. Sotto il suo regno la capitale venne trasferita a Medan, nel palazzo di Kampung Bahar, dal 1886, mentre il palazzo vero e proprio venne terminato nel 1888.

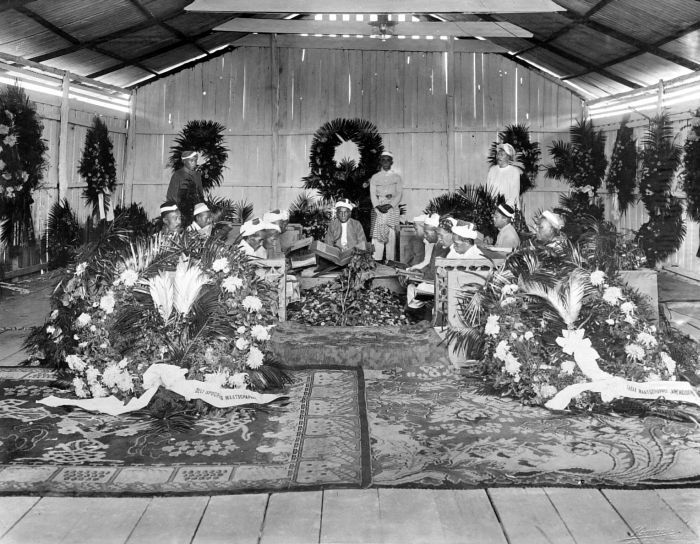
Il funerale del sultano Ma'amun Al Rashid Perkasa Alam Shah

Il sultano si spostò dal palazzo di Kota Bahari al nuovo palazzo Maimoon (che da lui prendeva il nome) nel 1903. Nel 1906 iniziò la costruzione della Grande Moschea di Medan che venne aperta al culto pubblico per la prima volta nel 1909. Alla prima cerimonia religiosa celebrata il venerdì presso la moschea, intervennero anche Abdul Aziz Abdul Jalil Rahmatsyah, sultano di Langkat, e Sulaiman Syariful Alam, sultano di Serdang.
Nell'intento di modernizzare il suo stato, fece costruire strade e migliore per la popolazione locale. Il sultano morì nel 1924, lasciando tre figlie e cinque figlie e dopo aver sposato tre mogli. Venne sepolto nella Grande Moschea di Medan.

## Posizioni militari onorarie
- Colonnello onorario dell'Esercito dei Paesi Bassi